# Segunda Categoría de Orellana 2019
El Campeonato Provincial de Fútbol de Segunda Categoría de Orellana 2019 fue un torneo de fútbol en Ecuador en el cual compitieron equipos de la Provincia de Orellana. El torneo fue organizado por Asociación de Fútbol Profesional de Orellana (AFPO) y avalado por la Federación Ecuatoriana de Fútbol. El torneo empezó el 12 de mayo de 2019 y finalizó el 21 de julio de 2019. Participaron 6 clubes de fútbol y entregó 2 cupos al zonal de ascenso de la Segunda Categoría 2019 por el ascenso a la Serie B, además el campeón del torneo provincial se clasificó a la primera fase de la Copa Ecuador 2020.

## Sistema de campeonato
El sistema determinado por la Asociación de Fútbol Profesional de Orellana fue el siguiente:
- Primera fase: Se jugó una etapa única con los 6 equipos establecidos, fue todos contra todos ida y vuelta (10 fechas), al final los equipos que terminaron en primer y segundo lugar clasificaron a la segunda fase y los zonales de Segunda Categoría 2019.
- Segunda fase: Los mejores equipos de la etapa anterior jugaron la final a partido único para definir al campeón y vicecampeón provincial.

## Equipos participantes
| Equipos participantes                  | Equipos participantes | Equipos participantes         |
| -------------------------------------- | --------------------- | ----------------------------- |
|                                        |                       |                               |
| Equipo                                 | Ciudad                | Estadio                       |
| Club Deportivo Palma                   | Orellana              | Estadio Federativo de El Coca |
| Club Deportivo Coca                    | Orellana              | Estadio Federativo de El Coca |
| Club Deportivo Estrellas de Orellana   | Orellana              | Estadio Federativo de El Coca |
| Anaconda Fútbol Club                   | La Joya de los Sachas | Estadio Julio César Vega      |
| Club Deportivo Orellanense Fútbol Club | Orellana              | Estadio Federativo de El Coca |
| Club Profesional Sacha Petrolero       | La Joya de los Sachas | Estadio Julio César Vega      |

## Equipos por cantón
| Cantón                | N.º | Equipos                                                                  |
| --------------------- | --- | ------------------------------------------------------------------------ |
| Orellana              | 4   | - Deportivo Palma - Deportivo Coca - Estrellas de Orellana - Orellanense |
| La Joya de los Sachas | 2   | - Anaconda - Sacha Petrolero                                             |

## Clasificación
| Pos. | Equipo                | Pts. | PJ | G | E | P | GF | GC | Dif. | Clasificación |
| ---- | --------------------- | ---- | -- | - | - | - | -- | -- | ---- | ------------- |
| 1    | Anaconda              | 27   | 9  | 9 | 0 | 0 | 41 | 6  | +35  | Final         |
| 2    | Deportivo Coca        | 19   | 10 | 6 | 1 | 3 | 27 | 20 | +7   | Final         |
| 3    | Estrellas de Orellana | 17   | 10 | 5 | 2 | 3 | 24 | 8  | +16  |               |
| 4    | Sacha Petrolero       | 12   | 9  | 4 | 0 | 5 | 30 | 19 | +11  |               |
| 5    | Orellanense           | 4    | 9  | 1 | 1 | 7 | 12 | 32 | −20  |               |
| 6    | Deportivo Palma       | 3    | 9  | 1 | 0 | 8 | 9  | 74 | −65  |               |

 Fuente: FEF
Criterios de clasificación: 1) Puntos; 2) Diferencia de goles; 3) Goles marcados

## Evolución de la clasificación
| Equipo / Jornada      | 01 | 02 | 03 | 04 | 05 | 06 | 07 | 08 | 09 | 10 |
| --------------------- | -- | -- | -- | -- | -- | -- | -- | -- | -- | -- |
| Anaconda              | 1  | 1  | 1  | 1  | 1  | 1  | 1  | 1  | 1  | 1  |
| Deportivo Coca        | 2  | 3  | 2  | 3  | 2  | 3  | 2  | 2  | 2  | 2  |
| Estrellas de Orellana | 4  | 2  | 3  | 2  | 4  | 4  | 4  | 3  | 3  | 3  |
| Sacha Petrolero       | 3  | 4  | 4  | 4  | 3  | 2  | 3  | 4  | 4  | 4  |
| Orellanense           | 5  | 5  | 5  | 5  | 5  | 6  | 6  | 6  | 5  | 5  |
| Deportivo Palma       | 6  | 6  | 6  | 6  | 6  | 5  | 5  | 5  | 6  | 6  |

| 1. |

## Resultados

### Primera vuelta
| Estrellas de Orellana | 0 - 1  | Deportivo Coca  | Federativo de El Coca | 19 de mayo | 10:00 |
| Orellanense           | 0 - 1  | Sacha Petrolero | Federativo de El Coca | 19 de mayo | 12:00 |
| Anaconda FC           | 24 - 0 | Deportivo Palma | Julio César Vega      | 19 de mayo | 16:00 |

| Deportivo Coca  | 0 - 3 | Anaconda FC           | Federativo de El Coca | 24 de mayo  | 12:00 |
| Sacha Petrolero | 0 - 3 | Estrellas de Orellana | Julio César Vega      | 24 de mayo  | 16:00 |
| Deportivo Palma | 2 - 1 | Orellanense           | Federativo de El Coca | 19 de junio | 16:00 |

| Estrellas de Orellana | 2 - 2 | Orellanense     | Federativo de El Coca | 2 de junio | 10:00 |
| Deportivo Coca        | 9 - 2 | Deportivo Palma | Federativo de El Coca | 2 de junio | 12:00 |
| Anaconda FC           | 6 - 2 | Sacha Petrolero | Julio César Vega      | 2 de junio | 16:00 |

| Estrellas de Orellana | 10 - 1 | Deportivo Palma | Federativo de El Coca | 9 de junio | 10:00 |
| Orellanense           | 0 - 4  | Anaconda FC     | Federativo de El Coca | 9 de junio | 12:00 |
| Sacha Petrolero       | 2 - 1  | Deportivo Coca  | Julio César Vega      | 9 de junio | 16:00 |

| Deportivo Palma | 1 - 9 | Sacha Petrolero       | Federativo de El Coca | 16 de junio | 10:00 |
| Deportivo Coca  | 5 - 0 | Orellanense           | Federativo de El Coca | 16 de junio | 12:00 |
| Anaconda FC     | 1 - 0 | Estrellas de Orellana | Julio César Vega      | 16 de junio | 16:00 |

### Segunda vuelta
| Orellanense           | 2 - 4 | Deportivo Coca  | Federativo de El Coca | 23 de junio | 10:00 |
| Estrellas de Orellana | 0 - 1 | Anaconda FC     | Federativo de El Coca | 23 de junio | 12:00 |
| Sacha Petrolero       | 9 - 1 | Deportivo Palma | Federativo de El Coca | 23 de junio | 16:00 |

| Deportivo Palma | 0 - 3  | Estrellas de Orellana | Federativo de El Coca | 30 de junio | 10:00 |
| Deportivo Coca  | 3 - 1  | Sacha Petrolero       | Federativo de El Coca | 30 de junio | 12:00 |
| Anaconda FC     | 10 - 1 | Orellanense           | Federativo de El Coca | 30 de junio | 16:00 |

| Deportivo Palma | 1 - 3 | Deportivo Coca        | Federativo de El Coca | 7 de julio | 10:00 |
| Orellanense     | 0 - 3 | Estrellas de Orellana | Federativo de El Coca | 7 de julio | 12:00 |
| Sacha Petrolero | 2 - 3 | Anaconda FC           | Julio César Vega      | 7 de julio | 16:00 |

| Anaconda FC           | 9 - 1 | Deportivo Coca  | Federativo de El Coca | 10 de julio | 12:00 |
| Orellanense           | 6 - 1 | Deportivo Palma | Federativo de El Coca | 10 de julio | 16:00 |
| Estrellas de Orellana | 3 - 2 | Sacha Petrolero | Federativo de El Coca | 10 de julio | 18:00 |

| Deportivo Coca  | 0 - 0 | Estrellas de Orellana | Federativo de El Coca | 13 de julio    | 13:00          |
| Deportivo Palma | -     | Anaconda FC           | No se programó        | No se programó | No se programó |
| Sacha Petrolero | -     | Orellanense           | No se programó        | No se programó | No se programó |

## Final
| Fecha              | Lugar                 | Local    |  | Resultado |  | Visitante      |
| ------------------ | --------------------- | -------- |  | --------- |  | -------------- |
| 21 de julio, 14:00 | La Joya de los Sachas | Anaconda |  | 1 – 0     |  | Deportivo Coca |

### Campeón
| |
| |
| Anaconda Fútbol Club 7.° título Clasifica a los zonales de la Segunda Categoría 2019 y a la Copa Ecuador 2020. - También clasifica Club Deportivo Coca como vicecampeón. |